# Josep Batlló i Casanovas
Josep Batlló i Casanovas (prononcé en catalan : [ʒuˈzɛp bəʎˈʎo i ˌka.zəˈnɔ.βəs] ; ? - Barcelone, 10 mars 1934), fut un homme d'affaires un entrepreneur du secteur textile de Catalogne du début du XXe siècle. En 1904, il chargea Antoni Gaudí de la réforme complète d'un bâtiment qu'il avait acquis sur le passeig de Gràcia à Barcelone, qui fut convertie en la populaire Casa Batlló, une des œuvres les plus singulières du modernisme catalan.

## Biographie
Il était fils de Feliu Batlló Masanella et de Josefa Casanovas i Duran ; il eut deux frères Tomàs et Alejo.
Il se maria le 14 mai 1884 avec Amàlia Godó Belaunzarán, fille de Bartomeu Godó i Pié, homme politique actif du Parti libéral et entrepreneur qui fut député du parlement de Catalogne (Corts) pour Igualada et qui fonda la société Godó Hermanos y Cía qui se dédia à la fabrication de fils de jute jusqu'à la perte des colonies espagnoles de Cuba en 1898. Son frère Carles fonda le journal La Vanguardia le 1er février 1881, pour répandre les idées libérales ,.
La célébration du mariage des deux jeunes de la bourgeoisie catalane de la fin du XIXe siècle commença par l'enterrement de vie de jeune fille au Restaurante de Francia 12 Plaça Reial, fondé par Msr. Justin. La réputation et la fortune des mariés était telle que l'événement fut suffisamment notable pour être relaté dans la presse.
Le 17 juillet 1901, il entra comme sociétaire de l'entreprise José M. Llaudet Bou, S. en C. de Sant Joan de les Abadesses, portant un capital initial de 325.000 pesetas. Son associé était Josep Maria Llaudet i Bou, le grand-père d'Enric Llaudet i Ponsa, président du Barça (1961-1968) et successeur des affaires familiales. Pour sa nouvelle fabrique textile à Sant Joan de les Abadesses, il fit construire la colonie textile «El Pagès». En 1913 l'entrepreneur ouvrit une filature mue par un moteur à vapeur dans le quartier barcelonais de Sants. L'entreprise tira un bénéfice important de la première guerre mondiale.
En plus de l'industrie textile, il était en étroite relation avec le journal La Vanguardia, en tant que cousin du fondateur le comte de Godó.
Il mourut à Barcelone le 10 mars 1934.